# Кобилкін Денис Олександрович
Денис Олександрович Кобилкін — підполковник Збройних сил України, учасник російсько-української війни, що відзначився під час російського вторгнення в Україну в 2022 році.

## Життєпис
Денис Кобилкін народився 30 серпня 1982 року. За свої заслуги перед Батьківщиною, офіцер був неодноразово відзначений орденами та пам'ятними знаками — пам'ятний нагрудний знак «30-та Окрема гвардійська механізована Новоград-Волинська Рівенська, орденів Червоного прапора і Суворова бригада», відзнака Міністерства оборони України Медаль «Знак пошани», нагрудний знак «Ветеран війни», як учасник бойових дій.
Указом Президента України від 13 квітня 2022 року № 236, за особисту мужність і самовіддані дії, виявлені при захисті державного суверенітету та територіальної цілісності України, вірність військовій присязі, нагороджений Орденом «Богдана Хмельницького» III ступеня. Голова Сумської обласної військової адміністрації Дмитро Живицький передав Орден дружині загиблого.
Підполковник Денис Кобилкін загинув внаслідок артобстрілу 28 травня 2022 року під час бойових подій в Луганській області, через травму, несумісну з життям. Відспівування загиблого відбулося в понеділок 18 липня 2022 року у Свято-Воскресенському кафедральному соборі. Потім Дениса Кобилкіна поховали на Алеї Слави Баранівського кладовища у Сумах.

## Нагороди
- орден Богдана Хмельницького III ступеня (2022) — за особисту мужність і самовіддані дії, виявлені у захисті державного суверенітету та територіальної цілісності України, вірність військовій присязі.[5]
- орден Богдана Хмельницького II ступеня (2023, посмертно) — за особисту мужність, виявлену у захисті державного суверенітету та територіальної цілісності України, самовіддане виконання військового обов'язку[6]